# セパシグマ
セパシグマ（Sepa-Sigma Inc.）は、膜分離技術の高度化開発を目的に設立された福岡県北九州市若松区の研究開発型企業。

## 概要
主な事業は、膜分離技術の高度化開発の結果得られる知的財産および製品の販売である。
国際的に特許を取得した膜技術により、医療品製造工程におけるウイルス除去を効率的に行うことのできる膜を開発しており、またその技術は、食品や環境関連などの企業から注目されている。
2014年8月21日、福岡地裁小倉支部から破産手続開始決定を受けた。

## 技術

### 膜分離技術
ここでの膜分離技術とは後述の通り、孔拡散膜分離を中核とした分野であり、開発目標は熱エネルギーの消費を極小化した分離精製技術の達成である。その為、当社の膜分離技術は一般的に、省エネルギー技術として理解されることが多い。
基本理念は、相変化を伴わない分離精製技術、すなわち熱エネルギーの消費を極小化した分離精製技術がもっとも効率的であるという点である。特に蒸留や乾燥といった化学工業を支えている現在の分離精製技術はいずれも大量の熱を消費かつ廃棄しており、一般にエネルギー多消費型のままである。

### 孔拡散（あなかくさん）技術
同社は孔拡散技術に最も力を注いでいる。孔拡散（Pore Diffusion, PD）とは、粒子の拡散力（ブラウン運動）を最大限活用した省エネルギー型分離技術である。分離対象粒子の5倍以上の孔径を有する膜を積層し、かつ拡散力を最大限活用できる低圧力帯で加圧して粒子を分離する。粒子の孔での拡散速度は、溶解拡散と比較して約1万倍の速度を示すことが確認されている。
従来の高圧ろ過と異なり、目詰まりが極めて起こりにくいことが最大の特徴である。また、物質の構造、例えば分子鎖を破壊しにくいことも特徴の一つである。
しかし膜の孔径と膜厚をナノレベル（10nm～100nm）で制御する必要があり、現在でも一般的には次世代の膜分離技術と捉えられている。

## 主要商品
- 孔拡散膜分離モジュール
  - 孔拡散分離技術を利用した分離モジュール。
- 鉄コロイド
  - 膜の孔径を物理的に評価することが可能なナノ粒子。

## 沿革
- 2004年 - 真鍋征一（福岡女子大学名誉教授（当時）、工学博士）が同大退職後、シグマーリサイクル技術研究所設立（現在は株式会社セパシグマに統合、研究開発部門になっている）。
- 2006年 - 株式会社セパシグマ設立。

## 事業所
- 本社・研究所 - 福岡県北九州市若松区片山1-2-43
- 製膜工場 - 福岡県北九州市若松区南二島
- 福岡バイオファクトリー[8] - 福岡県久留米市合川町1488-4（合川ハイテクパーク内）